# Tótem (película)
Tótem es una película dramática mexicana de 2023, escrita y dirigida por Lila Avilés. La película cuenta la historia de Sol, una niña de siete años que pasa el día en casa de su abuelo, en una fiesta sorpresa para el padre de Sol, Tonatiuh. A medida que va transcurriendo día, Sol comprende que su mundo está a punto de cambiar radicalmente.
Es seleccionada para competir por el Oso de Oro en el 73 Festival Internacional de Cine de Berlín, donde tuvo su estreno mundial el 20 de febrero de 2023. Se trata de una coproducción entre México, Dinamarca y Francia.
La película fue preseleccionada para ser presentada al 96º Premios de la Academia como la candidata mexicana para la categoría Mejor Película Internacional en agosto de 2023. En diciembre de 2023, fue preseleccionada para optar por el premio de la academia, junto a otras 14 cintas.
En la entrega de premios Ariel ganó en 4 de las 15 categorías a las que fue nominada, incluyendo Mejor Película, Mejor Dirección y Mejor Guion.

## Argumento
Sol, una niña de siete años, va a casa de su abuelo, donde sus tías Nuri y Alejandra organizan una fiesta sorpresa de cumpleaños para su padre. Probablemente el último, por lo que en cierto sentido es también una ceremonia de despedida. Con la llegada del crepúsculo, una atmósfera desconocida y desenfrenada se apodera de la casa, rompiendo los lazos familiares. Para Sol el mundo está a punto de cambiar mientras aprende, la esencia de dejarse llevar y sentir el aliento de la vida.

## Trama
Como su madre tiene que ir al teatro por trabajo, Sol pasa el día en casa de su abuelo paterno. La niña de 7 años observa los preparativos de una fiesta sorpresa para Tonatiuh, "Tona" para abreviar, su padre que está postrado en cama. El joven pintor sufre un cáncer grave y rara vez sale del dormitorio en el que murió su madre a causa de esa misma enfermedad. Como tiene que descansar por la noche, a Sol no se le permite ver a su padre durante horas. Ella es consciente de su delicado estado de salud y espera que no muera. Aburrida, ella se pasea por la casa y el gran jardín con muchos animales, pone caracoles en cuadros familiares, destruye accidentalmente un cuenco de cerámica, toma un sorbo de vino y comienza a preguntarle a la IA del teléfono celular cuándo se acabará el mundo. Pronto empieza a creer que Tona no la ama. Su enfermera Cruz la consuela y la contradice.
Mientras tanto, las tías de Sol, Alejandra y Nuri, están ocupadas preparándose para la fiesta en el jardín. Aunque la familia apenas tiene dinero a fin de mes y le deben dos semanas de salario a Cruz, Alejandra contrata a una nigromante para ahuyentar las energías negativas. La hermana de Tona, Nuri, es madre de una hija, Esther. Hacen un pastel juntas, pero este se quema en el horno, por lo que tiene que hacerlo de nuevo. Su padre, un psiquiatra que ya no tiene laringe y depende de un generador de voz electrónico, está molesto por el ritmo frenético con el que recibe a los pacientes.
Poco a poco van llegando a la casa otros familiares e invitados. Sol recibe un pez dorado como regalo de su tío, al que ella llama “Nugget”. Por consejo de la familia realiza una “terapia cuántica” espiritual en la sala de estar. Tienen un debate, censurando palabras con el "idioma de la f", sobre si Tona debe ser tratado con morfina o quimioterapia. Por la noche, la madre de Sol llega a la casa y ambas son recibidas por Tona. Le muestra a su hija una pintura que él hizo de una variedad de animales y le hace comprender que a veces las cosas que más amamos no las podemos ver siempre, pero ahí están. La madre de Sol le da a Tona un recipiente de madera que contiene semillas de tamarindo, que pueden producir una variedad de formas. La pequeña familia disfruta de un breve período de privacidad y se abraza.
Mientras se llevan las pinturas en secreto, Tona asiste a la fiesta sorpresa en el jardín y se divierte con amigos y familiares. Un globo de Cantolla es encendido, y se incendia accidentalmente mientras Sol observa desde el techo. Se siente perturbada por el dron de un invitado y hace que se estrelle. En la cocina hay una discusión entre Nuri y Alejandra, quien estuvo trabajando en un pastel de reemplazo hasta el final, pero luego se emborrachó y quiso alejarse de la fiesta. Nuri critica a su hermana por su dominio, Alejandra a su vez critica a Nuri por su consumo de alcohol, lo cual no pasa desapercibido para la pequeña Esther. Hacia la noche, la familia se retira a la casa, donde Sol y su madre montan un pequeño espectáculo que conmueve mucho a Tona. Su padre le regala un bonsái criado con mucho cariño. Cuando Nuri trae el pastel de cumpleaños, Tona no pide ningún deseo, mientras que Sol mira pensativamente las llamas de las velas. En la siguiente escena se puede ver el dormitorio vacío de Tona.

## Reparto
- Naíma Sentíes como Sol
- Montserrat Marañón como Nuri
- Marisol Gasé como Alejandra
- Lukas Urquijo como Chavita
- Saori Gurza como Esther
- Teresita Sánchez como Cruz

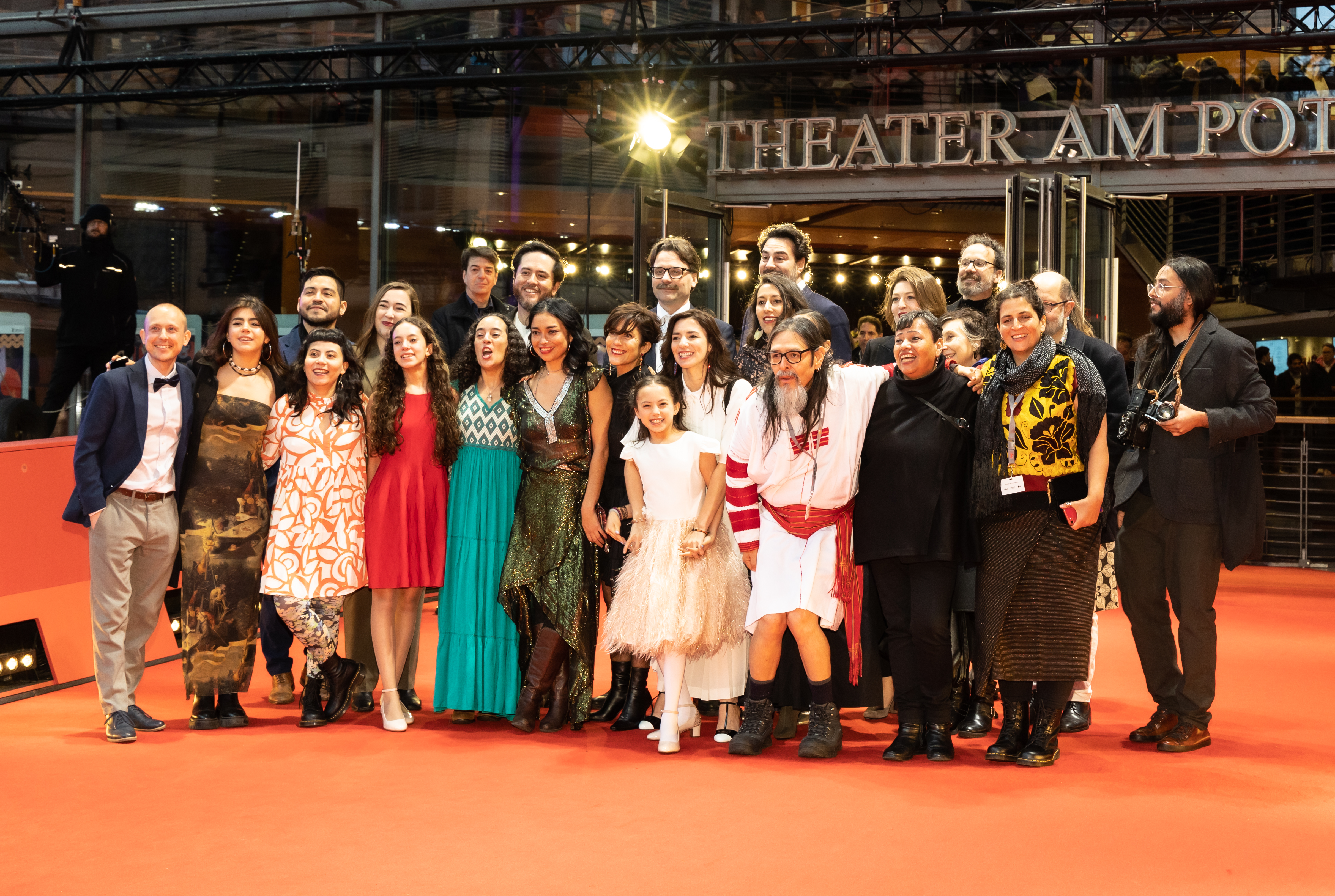
Equipo y reparto de Tótem en el Festival de Berlín 2023

- Mateo García Elizondo como Tonatiuh
- Juan Francisco Maldonado como Napo
- Iazúa Larios como Lucía
- Alberto Amador como Roberto

## Producción
El 7 de julio de 2020, se informó que Lila Avilés está planeando su nueva película titulada como Tótem.
La película también fue uno de los cinco próximos proyectos de largometraje que recibieron una subvención de € 53.000 (USD 60.000) del Fondo Hubert Bals (HBF), administrado por el Festival Internacional de Cine de Rotterdam.
Tótem está producida por Limerencia Films y Laterna, en coproducción con la danesa Paloma Productions y la francesa Alpha Violet Production, que también son distribuidoras. Es el segundo
segundo largometraje de Lila Avilés tras La camarista'. Naíma Sentíes como Sol, Montserrat Marañón como Nuri, Marisol Gasé como Alejandra y Mateo García Elizondo como Tonatiuh, el padre de Sol, figuran en los papeles principales.

## Estreno
La película se estrenó mundialmente el 20 de febrero de 2023 en el 73º Festival Internacional de Cine de Berlín. En abril compitió en el 47.º Festival Internacional de Cine de Hong Kong, donde ganó el Premio Firebird a la mejor película en la categoría Young Cinema Competition World.
Fue invitada a la sección Horizontes del 57.º Festival Internacional de Cine de Karlovy Vary, donde se proyectó el 30 de junio de 2023. También fue invitada al 27º Festival de Cine de Lima en la sección de ficción a Competición, donde se proyectó el 11 de agosto de 2023, y ganó el premio a la Mejor Película de la sección. También se proyectará en el 2023 Atlantic International Film Festival en la sección World Cinema el 17 de septiembre de 2023.
La película también ha entrado en la sección 'Horizontes Latinos' del 71 Festival Internacional de Cine de San Sebastián que se celebrará del 22 al 30 de septiembre de 2023.
La película fue proyectada en el festival cinelatino en Toulouse en marzo de 2023 y ganó el premio "PRIX DU PUBLIC FICTION LA DÉPÊCHE DU MIDI" 
La película competirá en el 2023 Calgary International Film Festival en 'International Narrative Competition' por el premio al Mejor Largometraje de Narrativa Internacional y se proyectará el 22 de septiembre.
La película también fue invitada al Festival Internacional de Cine de Vancouver 2023 en la sección 'Showcase' y se proyectará el 1 de octubre de 2023.
Totem fue una de las películas seleccionadas en el Festival Internacional de Cine de Morelia, donde ganó el premio a Mejor Película, Mejor Dirección, y Premio al Público a Mejor Largometraje Mexicano de Ficción.

## Recepción

### Crítica
En la web agregadora de críticas Rotten Tomatoes, la película tiene un índice de aprobación del 95% basado en 20 críticas, con una puntuación media de 8/10. En Metacritic, tiene una puntuación media ponderada de 88 sobre 100 basada en 8 críticas, lo que indica "Aclamación universal".
Stephen Saito para Moveable Fest escribió en su crítica que "Un retrato familiar emocionantemente vital sobre un clan que hace todo lo posible por celebrar a alguien a quien están a punto de llorar". Jonathan Romney reseñando para Screen International escribió: "Esta pieza temáticamente rica ofrece un conjunto de vívidos estudios de personajes, mientras reflexiona sobre la vida, la muerte y el tiempo - en gran parte desde la perspectiva de un niño."
Marina Ashioti escribiendo en Little White Lies declaró: "Un tierno espíritu de calidez y levedad impregna la pantalla, sosteniendo una flotabilidad que evita que la película se hunda en aguas empalagosas." Fabien Lemercier, crítico de Cineuropa, elogió la película y escribió: "Es una película llena de vida y alma y una obra modestamente engañosa, pues su significado es enorme."

### Premios

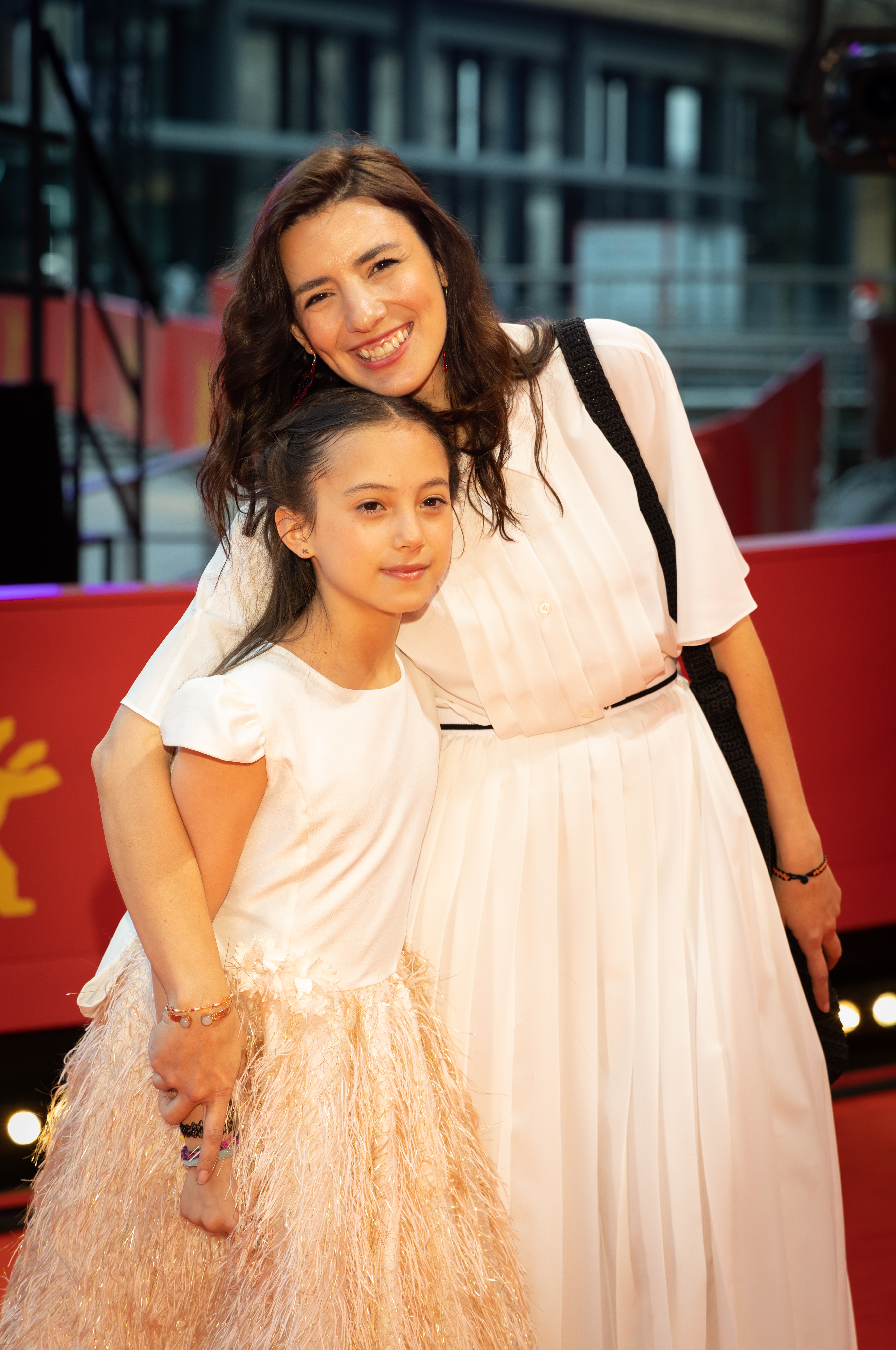
La directora Lila Avilés con la actriz infantil Naíma Sentíes en la Berlinale 2023

| Premio                                | Fecha                 | Categoría                                             | Ganador(es)   | Resultado | Ref.   |
| ------------------------------------- | --------------------- | ----------------------------------------------------- | ------------- | --------- | ------ |
| Berlin International Film Festival    | 25 de febrero de 2023 | Oso Dorado                                            | Tótem         | Nominada  | [ 27 ] |
| Berlin International Film Festival    | 25 de febrero de 2023 | Premio del Jurado Ecuménico                           | Tótem         | Ganadora  | [ 28 ] |
| Hong Kong International Film Festival | 9 de abril de 2023    | Premio Ave de Fuego                                   | Tótem         | Ganadora  | [ 29 ] |
| Jerusalem Film Festival               | 23 de julio de 2023   | Premio Nechama Rivilin a Mejor Película Internacional | Tótem         | Nominada  | [ 30 ] |
| Jerusalem Film Festival               | 23 de julio de 2023   | Mejor Director(a)                                     | Lila Avilés   | Ganadora  | [ 31 ] |
| Festival de Cine de Lima              | 18 de agosto de 2023  | Mejor Película                                        | Tótem         | Ganadora  | [ 14 ] |
| Festival de Cine de Lima              | 18 de agosto de 2023  | Mejor Cinematografía                                  | Diego Tenorio | Ganadora  | [ 14 ] |
| Calgary International Film Festival   | 1 de octubre de 2023  | Mejor Pieza Narrativa Internacional                   | Tótem         | Pendiente | [ 18 ] |
| Chicago International Film Festival   | 22 de octubre de 2023 | Hugo Dorado                                           | Tótem         | Pendiente | [ 32 ] |